# 프룬제 아카데미아 출신 장교 쿠데타 모의 사건
프룬제 아카데미아 출신 장교 쿠데타 모의 사건은 1992년, 소비에트 연방의 프룬제 군사 아카데미(현, 러시아 군사 종합 아카데미) 유학파 출신의 조선인민군 장교들이 쿠데타를 시도한 군사 사건이다.

## 상세
북한은 한국전쟁 이후 지속적으로 소련에 장교들을 유학을 보냈다. 그러다가 소련의 붕괴를 직접 경험한 프룬제 유학파 출신들이 김일성 독재 체제와 사회주의의 취약성 등을 문제 삼으며 김일성에 대한 군사 쿠데타를 모의하기 시작하였다. 이들은 김일성과 김정일 부자를 끌어내고, 남한을 다시 무력으로 침공할 계획을 갖고 있었다. 조선인민군 창설 60주년 기념행사가 예정된 1992년 4월 25일, 사열식이 열릴 때 쿠데타 세력의 탱크로 김일성 김정일 부자를 살해하고 권력을 장악할 계획을 꾸몄으나, 정보 유출로 실패했다. 원응희 보위사령관은 주동자들을 인민무력부 주석단에서 모조리 검거하였으며, 이들은 추후 총살되었다. 이러한 쿠데타 모의 사건 이후로 북한은 더 이상 군사 유학생을 보내지 않게 되었다.

## 주동자
- 인민무력부 총참모부 부총참모장 홍계성 상장
- 인민무력부 총참모부 작전국 부국장 강영환 중장
- 인민무력부 총참모부 전투훈련국장 안종호 중장
- 인민무력부 대외사업국장 김학산 중장
- 인민무력부 대외사업국장 부무관 최수연 대좌
- 그 외 70여 명의 고위급 군관들

## 같이 보기
- 러시아 군사 종합 아카데미
- 쿠데타
- 6군단 반란 사건